# Héracle de Montboissier

Armes de la famille de Montboissier.

Héracle de Montboissier (vers 1102 - vers 1163) fut archevêque de Lyon, légat du pape, investi du titre d'exarque du palais de Bourgogne par l'empereur. 
Sous son épiscopat, l'archevêque de Lyon reçut de l'empereur Frédéric Barberousse une Bulle d'or lui accordant de larges pouvoirs politiques, déclenchant un conflit avec le comte du Forez. Dans le contexte de lutte du sacerdoce et de l'empire, le ralliement d'Héracle au parti impérial et celui du comte au pape conduit à l'intervention de Louis VII.
La guerre se conclut, après la mort d'Héracle, par le rétablissement des droits du comte sur Lyon en 1167, puis leur vente en 1173 par la Permutatio, annonçant le rapprochement de Lyon et du royaume de France.

## Biographie
Né vers 1102, il est le fils de Pierre-Maurice de Montboissier, seigneur de Montboissier et de Raingarde de Semur. Cette lignée est une des plus importantes d'Auvergne, établie près de Sauxillanges. Son père décède en 1115 et sa mère Raingarde en 1135,.
Il est le frère de Pierre le Vénérable abbé de Cluny, de Jourdan, abbé de la Chaise-Dieu, de Pons, abbé de Vézelay et d'Armand, abbé de Manglieu.
Il fait sa première éducation avec les chanoines de Saint-Jean de Lyon. Il retourne en Auvergne où il est en 1139 prévôt du collège des chanoines séculiers de Saint-Julien de Brioude,.
En 1139, il devient chanoine de Saint-Jean. Il fait un voyage à Rome où son frère Pierre le recommande à Innocent II.
Il est nommé archidiacre au moins depuis 1149, en succédant à Étienne de Chandieu. Cette nomination fait de lui le principal collaborateur de l'archevêque, et le principal candidat pour sa succession. En 1153, il occupe également le poste d'abbé du chapitre de Saint-Just.

### Nomination sur le trône archiépiscopal lyonnais
Il est nommé archevêque de Lyon en 1153 ou 1154. La date exacte de sa nomination est inconnue. Humbert de Baugé occupe encore la fonction le 6 avril 1153, et il n'existe aucun acte mentionnant Héracle avant 1154. La plupart des historiens proposent 1153 pour l'année d'entrée en fonction. Lors de sa nomination, il ne renonce pas à son office d'abbé du chapitre de Saint-Just, qu'il conserve durant l'ensemble de son épiscopat,.
Les premières années sont calmes du point de vue politique, les seules traces de son activité sont le règlement de contentieux entre établissements religieux de son diocèse ou de sa province. Après un grand nombre de prélats qui furent des religieux avant tout, Héracle est davantage tourné vers les problèmes temporels. Il gouverne ainsi son diocèse en véritable seigneur local.
Héracle de Montboissier s'est fait réaliser un sceau qu'il n'utilise pas systématiquement,.
Le 25 février 1157, il prend part à la tentative de résolution du conflit entre l'évêque de Genève Ardutius de Faucigny et le comte de Genève Amédée Ier de Genève, imposée par l'archevêque de Vienne, Étienne II, dont celui de Genève est le suffragant. Avec d'autres prélats de la région, il signe le renouvellement d'un accord ancien entre les deux parties,.

### Légat du pape
Il est nommé légat du pape en 1154 et arbitra en 1155 le litige entre le comte de Genève Amédée Ier de Genève et l'évêque Ardutius de Faucigny.

### Frédéric Barberousse et la Bulle d'Or

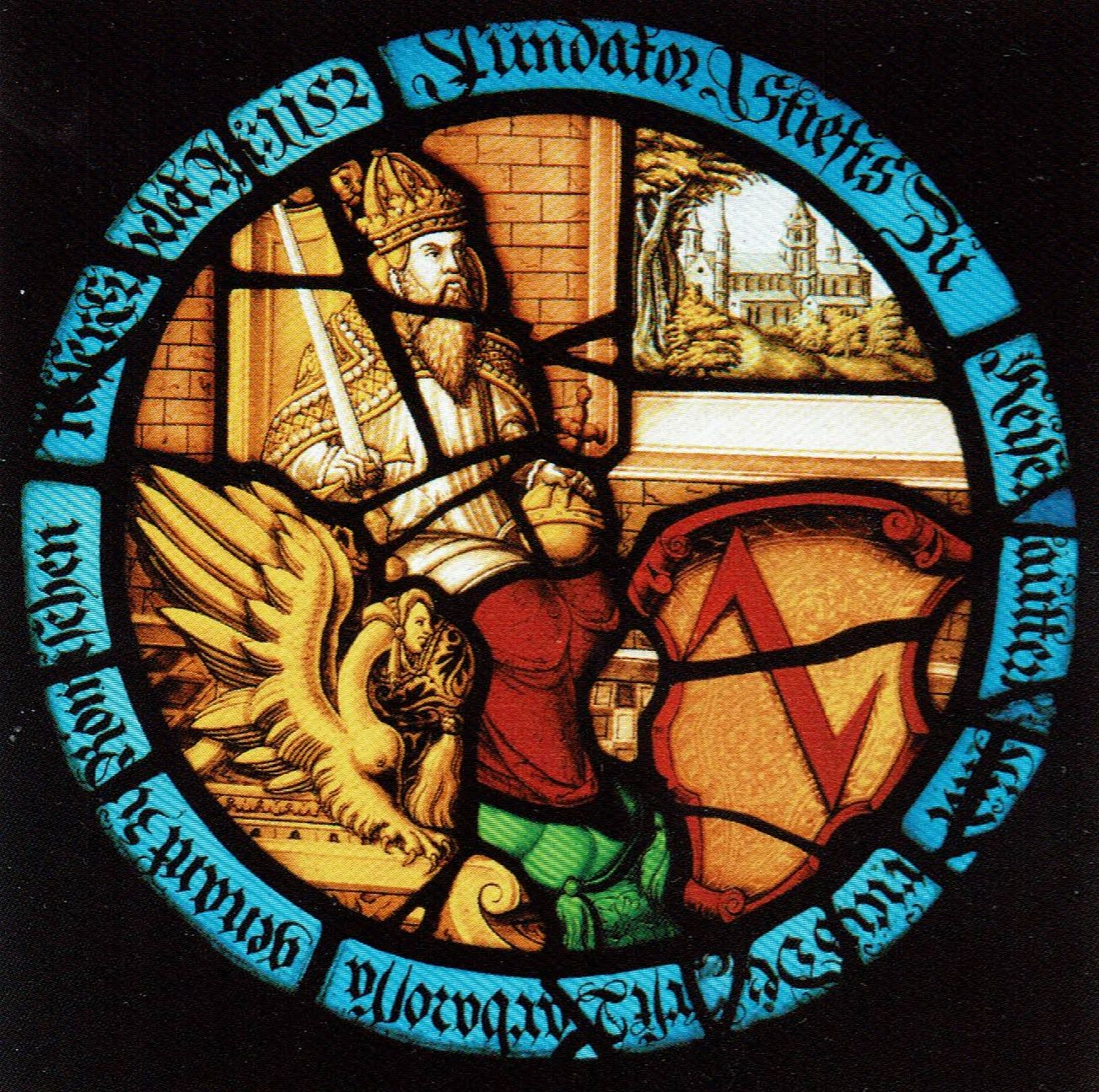
Frédéric Barberousse, vitrail renaissance.

Frédéric Barberousse à cette époque souhaite imposer son autorité sur la Bourgogne, et entreprend de confirmer les autorités en place qui lui sont favorables à l'aide d'édits impériaux, mais en réaffirmant clairement que leurs pouvoirs proviennent entièrement de son bon vouloir. Pour cela, il offre à tous les prélats importants de Bourgogne un diplôme impérial orné d'une bulle d'or et, à certains d'entre eux des postes prestigieux à sa cour,
Il entame cette politique à la diète de Worms de 1153, la poursuit à celle de Spire de 1154. C'est à celle de Besançon de 1157 que Héracle se rend. Pour le tenant du trône archiépiscopal lyonnais, il s'agit d'un honneur particulier car cela fait plus d'un siècle qu'un souverain n'a pas confirmé les pouvoirs des archevêques de Lyon. Sans précédent pour se référer, la rédaction de l'acte pris un peu de temps. Héracle arrive à Besançon en octobre 1157 et la bulle n'est terminée que le 18 novembre, à Arbois, où l'empereur a établi sa résidence,,.

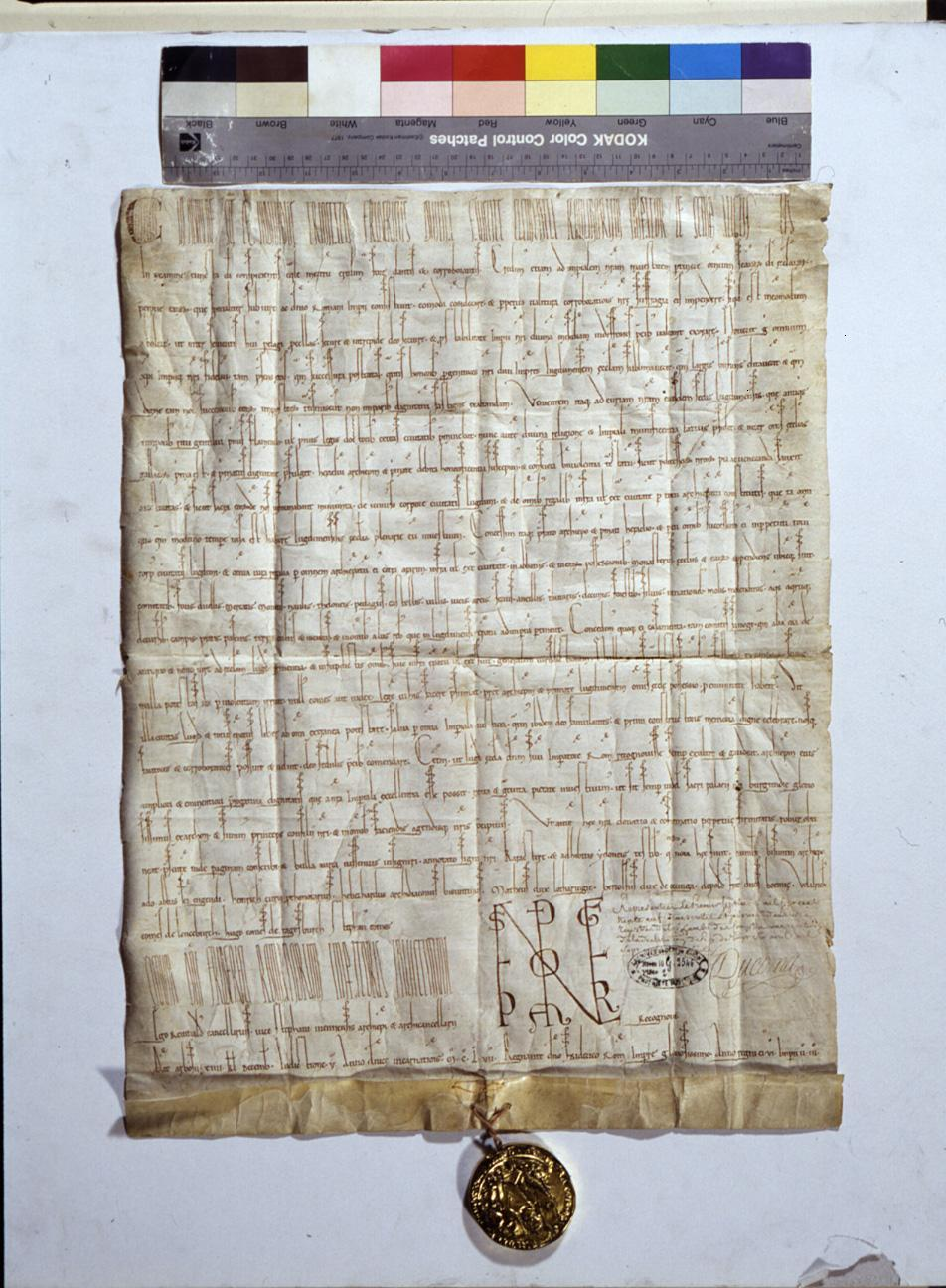
La Bulle d'or, conservée aux archives départementales de Lyon ; cote 10 G 2546

Le scellage de l'acte à l'aide d'une bulle en or est rare en dehors de l'Empire et réservé, au sein de celui-ci, aux acte les plus solennels et importants. Ainsi, sur les douze édits accordés par l'empereur Frédéric Barberousse à des dignitaires ecclésiastiques, seuls trois la revêtent, les récipiendaires honorés étant les archevêques de Vienne, d'Avignon et de Lyon.
Héracle de Montboissier est désigné dans l'acte « d'exarque du sacré palais de Bourgogne et chef suprême du conseil », mais ces titres sont purement honorifiques et Héracle n'en fait jamais mention par la suite. Dans le même esprit, le diplôme impérial réaffirme la primatie de l'église de Lyon.
Bien plus important, l'empereur investit l'archevêque de Lyon de l'ensemble des regalia sur l'ensemble de la ville et la partie du diocèse à l'est du Rhône. L'empereur investit de ses pouvoirs l'archevêque seul, alors que jusqu'à présent, les chanoines faisaient pleinement partie de l'église de Lyon et disposaient de toute une série de pouvoirs de type régaliens. Héracle de Montboissier dispose donc ainsi d'un texte lui permettant de remettre en cause le partage des pouvoirs locaux. De la même manière, la bulle exclut le comte de Forez des affaires lyonnaises, portant même potentiellement atteinte aux droits de la maison d'Albon à l'est du Rhône.

### Lutte contre Guy II de Forez

Couronnement de Louis VII, Grandes Chroniques de France, Bibliothèque nationale de France.

Fort de sa Bulle d'or et vraisemblablement de l'appui de l'empereur par l'intermédiaire du chancelier Raynald de Dassel, Héracle décide d'attaquer les positions de son adversaire dès l'année suivante, en 1158, à Yzeron. Un chroniqueur de l'époque indique bien que l'emplacement stratégique du château d'Yzeron représente une menace pour la ville de Lyon. Il est allié au comte Gérard de Mâcon et mobilise également les seigneurs de son domaine. Ses troupes sont défaites à la bataille d'Yzeron. 
En effet, Guy II de Forez a pu faire appel à plusieurs alliés ; dont de petits seigneurs locaux qui s'inquiètent de l'ambition de l'archevêque tel le seigneur d'Oingt et également de la puissante maison d'Albon dont le comte est issu. Il est probable qu'il ait également reçu l'appui discret de son oncle Humbert III de Beaujeu.
En 1158, donc peu après le conflit, des négociations s'ouvrent entre les deux parties entre Anse, partiellement récupérée par l’Église de Lyon, et Villefranche, que Humbert de Beaujeu a fondé dans les années 1140-1141. Il n'y a pas de traces de la réussite ou non de ces négociations. De nombreux auteurs estiment qu'elles ont échoué, puisque le conflit reprend quelques années plus tard. Bruno Galland estime possible qu'elles aient tout de même réussi, entraînant un arrêt des combats de plusieurs années. Il note ainsi que Héracle et son chapitre confirment en novembre 1159 la fondation d'une collégiale à Belleville par Humbert III, ce qui suppose une paix entre les deux seigneurs féodaux.
Le conflit est arrêté mais le schisme pontifical de 1159 va le raviver. Héracle de Montboissier suit son suzerain en reconnaissant comme nouveau pape après la mort d'Adrien IV l'antipape Victor IV, tandis que Guy II fait de même en reconnaissant Alexandre III à la suite du roi de France Louis VII.
En 1162, sans doute au début de l'année, Guy II s'empare de la ville par la ruse selon les chroniqueurs de l'époque. Héracle et les clercs du chapitre doivent s'enfuir. L'archevêque se rend à la chartreuse de Portes, accueilli par le prieur Anthelme.
L'archevêque se rend auprès de l'empereur à Pavie en avril 1162, puis le suit à Saint-Jean-de-Losne. Sans savoir de quel appui il a pu bénéficier, on constate seulement qu'il a certainement repris sa ville puisque le comte de Forez s'en plaint au roi de France au début de l'année 1163, et obtenant en réponse les droits régaliens sur les places fortes du Forez et du Jarez.

### Décès et succession
Mort à Lyon le 30 octobre 1163, Héracle est enterré dans l’église de Cluny.
Après sa mort, l'élection du nouvel archevêque est délicate, le comte de Forez ayant pris une grande influence dans la ville de Lyon et un parti hostile à l'empereur s'étant constitué au sein du chapitre. En 1165, les fidèles d'Alexandre élisent, contre Dreux de Beauvoir, le cistercien Guichard de Pontigny, recommandé à Louis VII par Thomas Becket comme l'homme providentiel pouvant lui apporter « sa ville et même le pays ».

### Erreurs autour d'Héracle de Montboissier
Guillaume Paradin relate en 1573 qu'Héracle a été sollicité en tant qu'archevêque par l'épouse d'Humbert III de Beaujeu Alix de Savoie agressée par des adversaires de son époux, alors que celui-ci est en Terre sainte. Comme Humbert a, à cette occasion et malgré son mariage, pris les vœux pour être templier, elle demande à Pierre le Vénérable et Héracle de délivrer Humbert de ses vœux pour qu'il puisse rentrer défendre sa seigneurie. Bruno Galland estime que cette anecdote est déformée et qu'Héracle ne pouvait à cette époque déjà être archevêque.
Robert de Thorigny dans sa chronique écrit que Héracle aurait tenté en 1162 de reprendre la ville en demandant l'appui du roi de France Louis VII, avant de se tourner vers l'empereur. Il s'agit d'une erreur manifeste puisque Louis VII est l'allié de longue date de l'adversaire de l'archevêque Guy II de Forez.

### Bibliographique
- Bernard Berthod, Jacqueline Boucher, Bruno Galland, Régis Ladous et André Pelletier, Archevêques de Lyon, Lyon, Éditions lyonnaises d'art et d'histoire, 2012, 191 p. (ISBN 978-2-84147-228-4, BNF 43719523).
- Jacques Gadille (dir.), René Fédou, Henri Hours et Bernard de Vregille, Le diocèse de Lyon, vol. 16, Paris, Beauchesne, coll. « Histoire des diocèses de France », 1983, 350 p. (ISBN 2-7010-1066-7, BNF 34728148).
- Bruno Galland, Deux archevêchés entre la France et l'Empire : les archevêques de Lyon et les archevêques de Vienne, du milieu du douzième siècle au milieu du quatorzième siècle, Rome, École française de Rome, coll. « Bibliothèque des Écoles françaises d'Athènes et de Rome » (no 282), 1994, 831 p. (ISBN 2-7283-0299-5, BNF 35738384)
- Pierre-Germain Aigueperses, Biographie ou dictionnaire historique des personnages d'Auvergne ..., Volume 2, Clermont-Ferrand, 1836.